# 松岡貴史
松岡 貴史（まつおか たかし、1950年（昭和25年）9月6日 - ）は、日本の現代音楽作曲家。鳴門教育大学名誉教授。徳島文理大学音楽学部教授。東京芸術大学音楽学部作曲科卒業。同大学大学院音楽研究科作曲専攻修士課程修了。長崎県佐世保市出身。
妻は鳴門教育大学講師で作曲家の松岡みち子。長男は東京藝術大学演奏芸術センター准教授で作曲家、編曲家の松岡あさひ。

## 経歴
1975年に東京芸術大学音楽学部作曲科を卒業。1979年に同大学大学院音楽研究科作曲専攻修士課程修了。1981年にはDAAD奨学生としてデュッセルドルフ音楽大学に留学。これまでに作曲を長谷川良夫、平吉毅州、小林秀雄、南弘明に師事。デュッセルドルフ音楽大学ではギュンター・ベッカーに師事。
1980年に朝日作曲賞佳作、1982年にシュトゥットガルト市作曲賞、1985年にエルディング国際オルガン曲作曲コンクール1位、1997年に徳島県芸術祭最優を受賞する。
1986年より鳴門教育大学学校教育学部講師に就任。その後、1989年に同学部助教授、1999年に同学部教授に就任。2008年より同大学大学院学校教育研究科教授に就任。また、2000年には文部省在外研究員としてハンブルク音楽大学に勤務。2016年より鳴門教育大学の名誉教授に就任。翌年の2017年に徳島文理大学音楽学部の教授に就任。

## 主要作品
- 『Eine Episode-schweigend, strahlend, sich befreiend』
- 『Katharsis』für Kammerensemble』
- 『Syrinx』für Orgel』
- 『音の絵本』（ピアノ）（1987年、音楽之友社）
- 『竹取物語』（ファゴット、ハープ、朗読）
- 『ピエタ』（フルートソロ）（1989年、音楽之友社）
- 『アポロンの時』（ユーフォニアム、ピアノ）
- 『Klima』für Klaviertrio』
- 『お茶の時間』（ソプラノ、メゾソプラノ、アルト、バリトン、ピアノ）
- 『忘れられた時』（ゼフュロス、ピアノ）
- 『かく 遠くも 近く』（ヴァイオリン、トロンボーン）（2003年、音楽之友社）
- 『ティンパニッシモ』（ティンパニ）（2003年、日本作曲家協議会）
- 『ちいさなともだち』（女声合唱組曲）（2003年、カワイ出版）
- 『観想の庭』（ピアノ）（2005年、音楽之友社）
- 『Aura』for guitar』
- 『moto simpatico』per due pianoforti』
- 『春の宵は・・・』（尺八、十七絃箏）
- 『A-Un』für Klavierduo
- 『春夜に寄す』（無伴奏男声合唱組曲）
- 『カプリッチョ』（チェロソロ）
- エチュード『雪の夜の幻想』（ピアノ）（平成19年度PTNAピアノコンペティション特級課題曲）
- 『コスモス』（ピアノ）
- 『Melos Pneumatos』（オーケストラ）

## 受賞歴
- 1980年 - 朝日作曲賞佳作
- 1982年 - シュトゥットガルト市作曲賞
- 1985年 - エルディング国際オルガン曲作曲コンクール1位
- 1997年 - 徳島県芸術祭最優